# Crassula garibina
Crassula garibina är en fetbladsväxtart. Crassula garibina ingår i släktet krassulor, och familjen fetbladsväxter.

## Underarter
Arten delas in i följande underarter:
- C. g. garibina
- C. g. glabra

## Bildgalleri

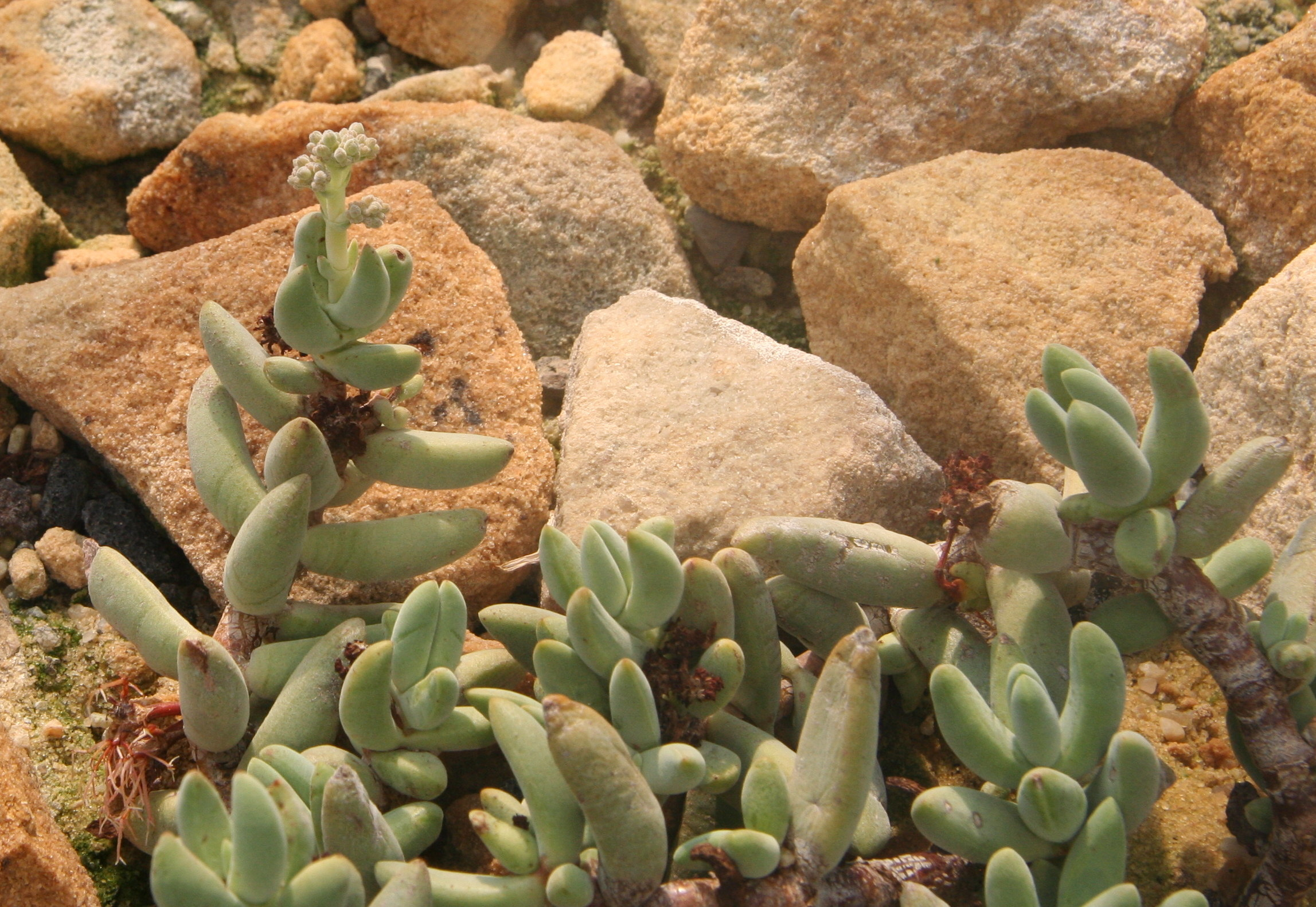
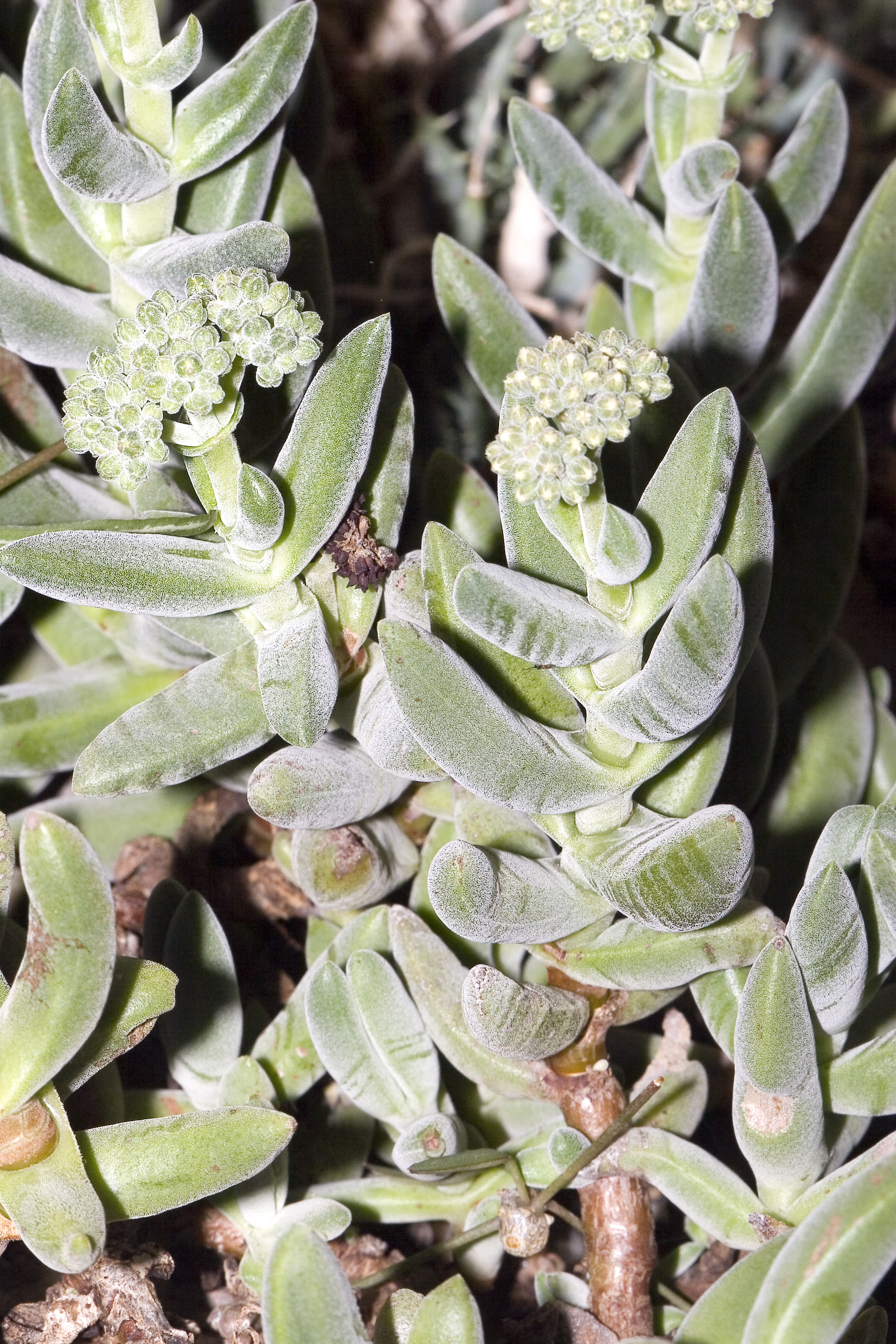